# Rahon (India)
Rahon is een nagar panchayat (plaats) in het district Shahid Bhagat Singh Nagar van de Indiase staat Punjab. 

## Demografie
Volgens de Indiase volkstelling van 2001 wonen er 12.046 mensen in Rahon, waarvan 52% mannelijk en 48% vrouwelijk is. De plaats heeft een alfabetiseringsgraad van 72%. 